# Atelopus lynchi
Espèce
Statut de conservation UICN

 CR A3ce; B1ab(iii,iv,v) : 
En danger critique
Atelopus lynchi est une espèce d'amphibiens de la famille des Bufonidae.

## Répartition
Cette espèce est endémique de la province de Carchi dans le nord de l'Équateur,. Elle se rencontre entre 800 et 1 410 m d'altitude sur le versant Pacifique de la cordillère Occidentale.
Sa présence est incertaine en Colombie.

## Description
Atelopus lynchi mesure de 34,5 à 40,8 mm.

## Étymologie
Cette espèce est nommée en l'honneur de John Douglas Lynch.

## Publication originale
- Cannatella, 1981 : A New Atelopus from Ecuador and Colombia. Journal of Herpetology, vol. 15, no 2, p. 133-138.